# Acapulco (band)
Acapulco is een Nederlandse studiogroep, een bedenksel van studiomuzikant Piet Souer, die in 1980 een hitje scoorde met de titel Bebida magica. In feite was het een vervolg op zijn studiogroep Conquistador.

## Discografie

### Albums
| Album met eventuele hitnotering(en) in de Nederlandse Album Top 100 | Datum van verschijnen | Datum van binnenkomst | Hoogste positie | Aantal weken | Opmerkingen |
| ------------------------------------------------------------------- | --------------------- | --------------------- | --------------- | ------------ | ----------- |
| Acapulco                                                            |                       | 26-7-1980             | 33              | 7            |             |

### Singles
| Single met eventuele hitnotering(en) in de Nederlandse Top 40 | Datum van verschijnen | Datum van binnenkomst | Hoogste positie | Aantal weken | Opmerkingen              |
| ------------------------------------------------------------- | --------------------- | --------------------- | --------------- | ------------ | ------------------------ |
| Bebida magica                                                 |                       | 12-7-1980             | tip             |              | #34 in de Single Top 100 |

## Trivia
- In Chili bracht de groep Los Jaivas hetzelfde nummer op single uit.